# Duncan Greenlees
Duncan Greenlees, född 1899 i Sydafrika, död 1966, var en författare, teosof och pedagog. Han föddes i Sydafrika av föräldrar av engelskt ursprung. Han hade sin tidiga utbildning i England. Efter att ha slutfört sina studier flyttade han till Indien där han drogs mot den teosofiska rörelsen och undervisade i en av de skolor som Annie Besant grundade. Som en nära medarbetare till Annie Besant, drogs han precis som henne till den indiska självständighetsrörelsen. Senare blev han en glödande Gandhianhängare och deltog i hans icke-våldskamp mot det brittiska styret. När Indien blev självständigt år 1947, utsågs Greenlees att utforma den nya nationens utbildningspolitik. Gandhi och Greenlees brevväxlade om religion, utbildningsfrågor och andra ämnen.
Greenlees utvecklade en stark kärlek till alla religioner. Han såg bara den andligt utvecklande sidan av alla religioner och begav sig aldrig in i någon polemik i religiösa frågor. Han var teosof med gnostisk inriktning strävade livet ut efter att utveckla en större andlig kunskap och gnosis. Han brukade tillbringa timmar och timmar i meditation vid stränderna i provinsen Tamil Nadu i södra Indien.
Greenlees skrev "The World Gospel Series" från 1949 till 1966 efter sin pensionering från den aktiva politiken.